# Modicogryllus abrictos
Modicogryllus abrictos är en insektsart som beskrevs av Otte, D. 2007. Modicogryllus abrictos ingår i släktet Modicogryllus och familjen syrsor. Inga underarter finns listade i Catalogue of Life.